# Dogma 95
Dogma 95 (dänisch Dogme 95) ist ein von den dänischen Filmregisseuren Lars von Trier und Thomas Vinterberg am 13. März 1995 unterzeichnetes Manifest für ihre Produktion von Filmen. Außerdem waren Kristian Levring und Søren Kragh-Jacobsen Teil des Kollektivs.

## Geschichte
Vor dem Dogma 95 gab es frühere Aktionen zur Erneuerung des Films, nämlich in den 1950er Jahren die aus Frankreich stammende Nouvelle Vague sowie das Oberhausener Manifest, das 1962 veröffentlicht wurde.
Dogma 95 wurde am 20. März 1995 unter großem Aufsehen der Medien bei einer Konferenz im Pariser Odeon-Theater anlässlich des 100. Geburtstags des Films vorgestellt. Im Jahr 1998 präsentierten Thomas Vinterberg und Lars von Trier mit Das Fest und Idioten auf den Filmfestspielen in Cannes die ersten nach dem Dogma 95 entstandenen Filme.
Am 20. März 2005 – zehn Jahre nach der Präsentation in Paris – entschieden die vier maßgeblich beteiligten Regisseure, die Idee teilweise fallen zu lassen. Jedem Produzenten steht es somit frei, zu entscheiden, ob sein Film den im Internet veröffentlichten Dogma-95-Kriterien entspricht.
2008 wurde die Bewegung um von Trier, Vinterberg, Levring und Kragh-Jacobsen mit dem Europäischen Filmpreis in der Kategorie Beste europäische Leistung im Weltkino bedacht.

## Anforderungen
Das Manifest Dogma 95 richtet sich insbesondere gegen die zunehmende Wirklichkeitsentfremdung des Kinos und verbannt Effekte und technische Raffinessen, Illusion und dramaturgische Vorhersehbarkeit. Dogma 95 sieht sich auch als Gegenbewegung zur Auteur-Theorie, die zwar – so die Dogma-Initiatoren – ursprünglich (Anfang der 1960er Jahre) denselben Missständen entgegentrat, letztendlich aber innerhalb des Systems verhaftet blieb und daher scheiterte.
Die einzuhaltenden Regeln, die als „Keuschheitsgelübde“ (englisch „Vow of Chastity“) präsentiert wurden, verlangen Folgendes:
1. Als Drehorte kommen ausschließlich Originalschauplätze in Frage, Requisiten dürfen nicht herbeigeschafft werden.
2. Musik kann im Film vorkommen (zum Beispiel als Spiel einer Band), darf aber nicht nachträglich eingespielt werden.
3. Zur Aufnahme dürfen ausschließlich Handkameras verwendet werden.
4. Die Aufnahme erfolgt in Farbe, künstliche Beleuchtung ist nicht akzeptabel.
5. Spezialeffekte und Filter sind verboten.
6. Der Film darf keine Waffengewalt oder Morde zeigen.
7. Zeitliche oder lokale Verfremdung ist verboten – d. h. der Film spielt hier und jetzt (also nicht etwa im Mittelalter oder in einer entfernten Zukunft oder in einem anderen als dem Produktionsland, auf einem fremden Planeten, in einer fremden Dimension o. Ä.).
8. Es darf sich um keinen Genrefilm handeln.
9. Das Filmformat muss Academy 35 mm sein.
10. Der Regisseur darf weder im Vor- noch im Abspann erwähnt werden.

Die meisten Dogma-Filme verstoßen jedoch gegen eine oder mehrere Regeln, was dann oft ironisch reumütig im Abspann erwähnt wird.

## Wichtige Dogma-Filme
Je nach Zählweise gibt es 35 bis über 100 Dogma-Filme. Einige exemplarische sind:
| Name                                               | Jahr | Land     | Regie                |
| -------------------------------------------------- | ---- | -------- | -------------------- |
| Das Fest (Festen)                                  | 1998 | Dänemark | Thomas Vinterberg    |
| Idioten (Idioterne)                                | 1998 | Dänemark | Lars von Trier       |
| Mifune – Dogma III (Mifunes sidste sang)           | 1999 | Dänemark | Søren Kragh-Jacobsen |
| The King Is Alive                                  | 2000 | Dänemark | Kristian Levring     |
| Italienisch für Anfänger (Italiensk for begyndere) | 2000 | Dänemark | Lone Scherfig        |
| Reunion                                            | 2001 | USA      | Leif Tilden          |
| Für immer und ewig (Elsker Dig For Evigt)          | 2002 | Dänemark | Susanne Bier         |

## Dogma 20_13
Als Weiterentwicklung für das Theater und als gleichzeitige Distanzierung zum Dogma 95 wurde 2013 vom Dortmunder Schauspielhaus das „Dortmunder Manifest“ DOGMA 20 13 veröffentlicht.